# Westhöhe
Westhöhe ist ein Wohnplatz in der Gemeinde Schalksmühle im Märkischen Kreis im Regierungsbezirk Arnsberg in Nordrhein-Westfalen (Deutschland).

## Lage und Beschreibung
Der Ortsteil befindet sich südlich der Landesstraße 561 auf der Schalksmühler Hochfläche. Die Ursprungssiedlung befand sich an dem Abzweig der Straße Westhöhe von der Straße Ramsloh. Der Ort ist mit den benachbarten Wohnplätzen Ramsloh und Spormecke zu einem geschlossenen Siedlungsbereich zusammengewachsen, der den heutigen Ortsteil Ramsloh bildet.
Weitere Nachbarorte auf dem Schalksmühler Gemeindegebiet sind das am Gewerbering im Gewerbegebiet Ramsloh liegende Davidshöhe, sowie Everinghausen, Everinghauserheide, Mesewinkel, Hülscheid, Schmermbecke, Brinkerhof, Felde, Wilfesche, Harrenscheid, Grünental, Oberklagebach, Lauenscheidermühle, Berkey, Siepen, Mummeshohl, Haue und die Wüstung Hilmecke.

## Geschichte
Westhöhe ist ein junger Ortsteil und entstand erst in der Mitte des 20. Jahrhunderts. Der Ort war Teil der Gemeinde Hülscheid im Amt Lüdenscheid im Kreis Altena. Der Ort ist erstmals auf der Ausgabe 1942 auf Messtischblättern der TK25 unter dem Namen Westhöh verzeichnet.
In den 1920/30er Jahren wurde die heutige Landesstraße 561 nördlich am Ort vorbei trassiert. 
1969 wurden die Gemeinden Hülscheid und Schalksmühle zur amtsfreien Großgemeinde (Einheitsgemeinde) Schalksmühle im Kreis Altena zusammengeschlossen und Westhöhe gehört seitdem politisch zu Schalksmühle, das 1975 auf Grund des Sauerland/Paderborn-Gesetzes Teil des neu geschaffenen Märkischen Kreises wurde.
Im letzten Drittel des 20. Jahrhunderts begann die Siedlung in südwestliche Richtung zu wachsen. Das Neubaugebiet wurde über die alte Trasse der Straßenverbindung nach Klagebach erschlossen, die nach dem Bau der Kreisstraße K36 zu einer Sackgasse mit dem Namen Westhöhe umfunktioniert wurde. 

In den 1970er Jahren schlossen sich auch die Lücken zwischen Westhöhe und den ebenfalls sich ausdehnenden Wohnplätzen Ramsloh und Spormecke, so dass ein geschlossener Siedlungsbereich entstand.